# Disciples II: Bunt elfów
Disciples II: Bunt elfów (ang. Disciples II: Rise of the Elves) – trzeci dodatek do strategicznej gry turowej Disciples II, wydany przez studio Strategy First. Polskim dystrybutorem jest CD Projekt.
Nowe elementy w tym dodatku to nowa rasa (elfy) z ponad 35 nowymi jednostkami, nowa kampania składająca się z ośmiu scenariuszy, ponad 20 unikatowych zaklęć i ataków dla rasy elfów, osiem neutralnych jednostek, nowe artefakty, ścieżka dźwiękowa, rozbudowany edytor poziomów, oraz poprawki i modyfikacje istniejących opcji.